# 瘧色素

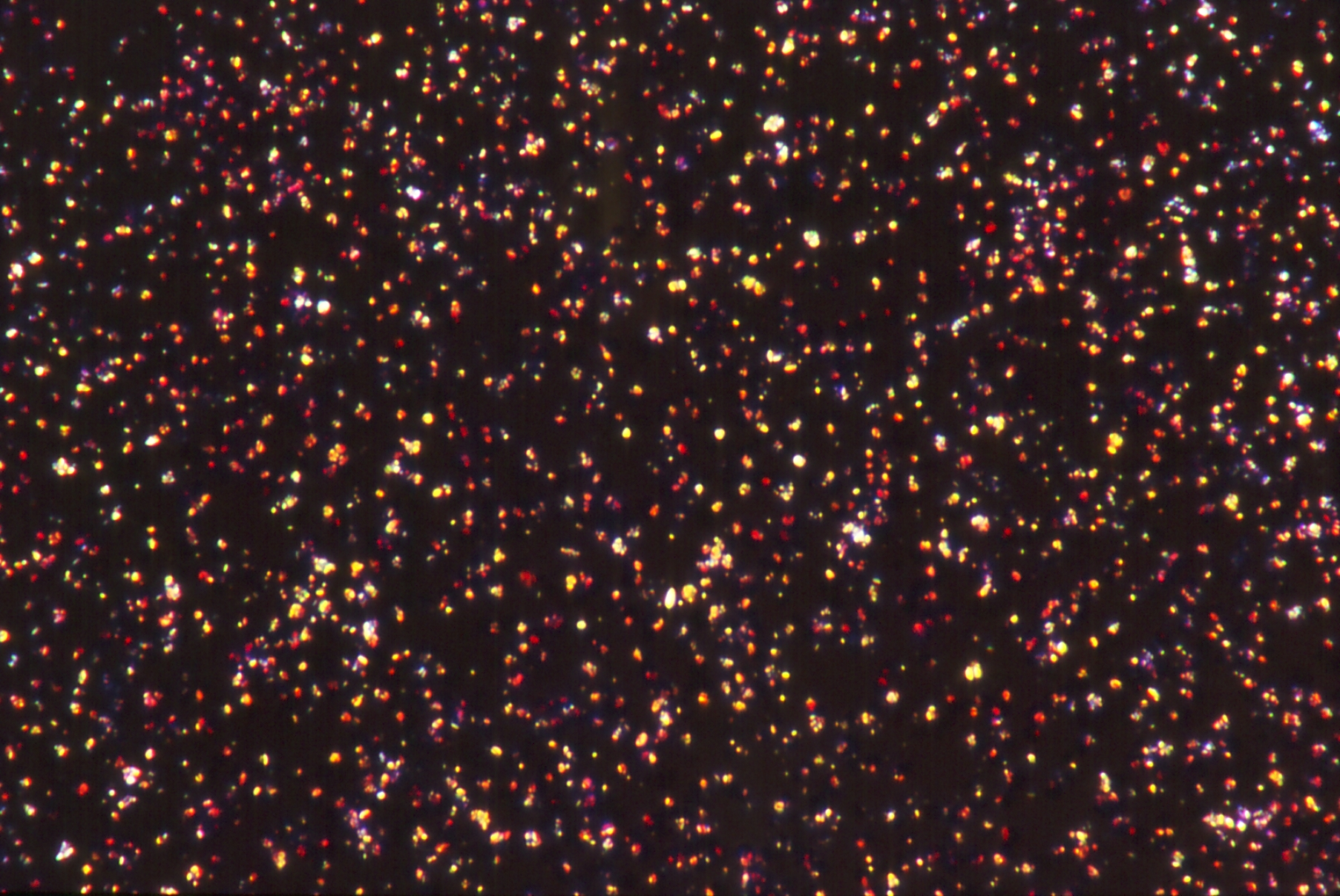
偏振光显微镜下的恶性疟原虫（Plasmodium falciparum）瘧色素晶体

疟色素（英語：Hemozoin）是由一些血液寄生虫消化血液而形成的副产品。这些嗜血生物如疟原虫（Plasmodium），红猎蝽（Rhodnius）和血吸虫（Schistosom）消化血红蛋白并释放大量游离血红素，是血红蛋白的非蛋白质组分。血红素是由杂环卟啉环与中心的铁原子组成的辅因子。游离血红素对细胞有毒，所以寄生虫将其转化为不溶的结晶形式，称为疟原虫色素。在疟疾寄生虫中，疟原虫色素常被称为疟色素。
由于疟色素的形成对这些寄生虫的存活至关重要，因此它是开发药物的有吸引力的靶标，并且在疟原虫中作为寻找治疗疟疾的药物（疟疾的致命弱点）的方法进行了大量研究。目前使用的几种抗疟药物，如氯喹和美爾奎寧，被认为是通过抑制血红素生物结晶来杀死疟疾寄生虫

## 发现
1847年，Johann Heinrich Meckel 在一个患有精神错乱的人的血液和脾脏中观察到黑褐色色素。然而，直到1849年，才发现这种色素的存在与疟疾感染有关。最初，人们认为这种色素是身体对感染的反应，但Charles Louis Alphonse Laveran在1880年意识到“疟疾色素”是由寄生虫产生的，因为它们在红细胞中繁殖。Ronald Ross使用色素和疟疾寄生虫之间的联系来确定疟原虫生命周期中发生在蚊内的阶段，因为虽然这些形式的寄生虫在外观上与血液阶段不同，但它们仍含有痕量色素。
后来，在1891年，T. Carbone和W.H.Brown发表了联系血红蛋白降解和色素生成的论文，将疟色素描述为血红素的一种形式，并驳斥人们普遍认为它与黑色素有关的观点。 Brown观察到所有的黑色素都能用高锰酸钾快速漂白，而疟色素用这种试剂并不表现出真正的漂白反应。疟色素名称“hemozoin”是由Louis Westenra Sambon提出的。在20世纪30年代，一些作者将疟色素鉴定为α-血红素的纯晶体形式，并表明该物质在晶体内不含蛋白质，但没有解释疟疾色素和α-血红素晶体之间的溶解度差异。

## 结构
β-血红素晶体由血红素分子的二聚体构成，后者又通过氢键连接在一起形成较大的结构。在这些二聚体中，铁 - 氧配位键将一个血红素的中心铁与相邻血红素的羧酸侧链的氧相连接。这些相互作用的铁 - 氧键非常不寻常，并且在任何其他卟啉二聚体中都没有观察到。 β-血红素可以是环状二聚体或线性聚合物，在疟色素中从未发现过一种聚合形式，这反驳了人们广泛认为的疟色素由血红素聚合酶。

## 抑制剂
疟色素形成是一个很好的药物靶点，因为它是疟原虫存活和人类宿主不存在的基本过程。药物靶标血红素是宿主来源的，并且大部分在寄生虫的遗传控制之外，这使得更难形成耐药性。许多临床使用的药物被认为是通过抑制食物空泡中的疟原虫形成而发挥作用的。这可以防止该隔室释放的血红素解毒，杀死寄生虫。
这种血红素生物结晶抑制剂最直接的例子是喹啉药物，例如氯喹和甲氟喹。这些药物与游离的血红素和疟色素晶体结合，因此阻止了新的血红素单元添加到生长中的晶体上。小而迅速增长的晶面是抑制剂被认为与之结合的晶面。